# فن بینگ‌بینگ
بینگ‌بینگ فن (به انگلیسی: Fan Bingbing) (زادهٔ ۱۶ سپتامبر ۱۹۸۱)، یک هنرپیشه، مدل، خواننده سبک پاپ و تهیه‌کننده تلویزیونی چینی است. از فیلم‌ها یا برنامه‌های تلویزیونی که وی در آن نقش داشته‌است می‌توان به نقطه اشتعال، حادثه شینجوکو، قربانی، مردان ایکس: روزهای گذشته آینده، نبرد فرماندهان، شائولین، جکی و خون‌آشامان ۲ و مجرم‌یاب اشاره کرد. او یکی از پردرآمدترین بازیگران این کشور است و به اتهامات مربوط به فساد و فرار از پرداخت مالیات متهم است.

## زندگی شخصی

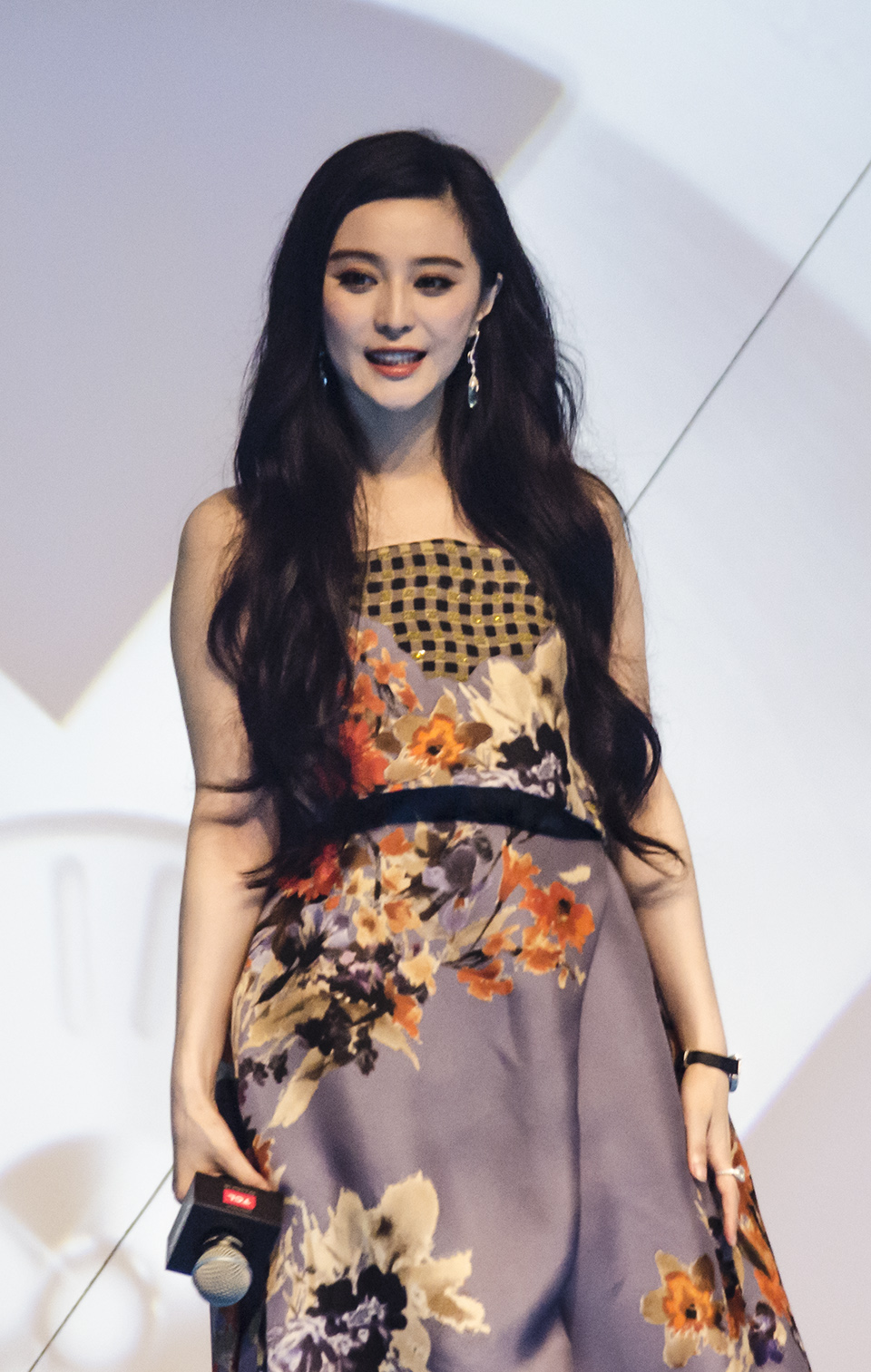
فن بینگ‌بینگ در اولین نمایش آسیای جنوب شرقی برای مردان ایکس: روزهای گذشته آینده در مه ۲۰۱۴

در ۲۹ می ۲۰۱۵ در شبکه‌های اجتماعی اعلام شد که او با بازیگر لی چن قرار می‌گذارد، در سال ۲۰۱۷ با یکدیگر نامزد کردند و در ژوئن ۲۰۱۹ آنها از هم جدا شدند.
بینگ بینگ در کمک به کودکان مبتلا به بیماری‌های مادرزادی قلبی که تحت غربالگری هستند، فعال بوده‌است.
از اوت ۲۰۱۰، او به بیش از ۳۴۰ کودک مبتلا به بیماری مادرزادی قلبی کمک کرده‌است تا تحت درمان پزشکی در پکن و شانگهای قرار گیرند.
برادر کوچکتر او، فن چنگ چنگ عضو گروه موسیقی NEXT است.

### فرار مالیاتی
فن در ۳ اکتبر ۲۰۱۸ با بیانیه‌ای در رسانه‌های اجتماعی سکوتش را شکست و از مردم به دلیل فرار مالیاتی عذرخواهی کرد، او و شرکت‌هایش موظف شدند تا حدود ۸۸۳ میلیون یوان (معادل ۱۲۷٫۴ میلیون دلار آمریکا) مالیات و جریمه بپردازند.

## فیلم‌شناسی
فهرست برخی از فیلم‌هایی که فن بینگ‌بینگ در آن‌ها به ایفای نقش پرداخته‌است.
| سال  | نام فیلم                       | نقش                   |
| ---- | ------------------------------ | --------------------- |
| ۲۰۰۴ | جکی و خون‌آشامان ۲              | کرکس سرخ              |
| ۲۰۰۶ | نبرد فرماندهان                 | Yiyue                 |
| ۲۰۰۷ | نقطه اشتعال                    | جولی                  |
| ۲۰۰۹ | حادثه شینجوکو                  | لی‌لی                  |
| ۲۰۰۹ | گندم                           | لی                    |
| ۲۰۰۹ | محافظان و آدمکش‌ها              | Yueru                 |
| ۲۰۱۰ | قربانی                         | ژوانگ                 |
| ۲۰۱۱ | شائولین                        | یان شی                |
| ۲۰۱۱ | تأسیس یک حزب                   | امپراتریس بیوه        |
| ۲۰۱۳ | مرد آهنی ۳                     | وو جیاچی              |
| ۲۰۱۴ | مردان ایکس: روزهای گذشته آینده | کلاریس فرگوسن / بلینک |
| ۲۰۱۶ | مجرم‌یاب                        | بای                   |
| ۲۰۱۶ | لیگ خدایان                     | داجی                  |
| ۲۰۱۸ | حمله هوایی                     | یه پِیشوآن             |
| ۲۰۲۲ | ۳۵۵                            | لین می شِنگ            |
| ۲۰۲۲ | دختر پادشاه                    | پری دریایی            |